# Redaktor naukowy
Redaktor naukowy zwany też często edytorem naukowym – osoba zajmująca się naukowym opracowaniem tekstów przed ich wydaniem. Przygotowuje autorom wymagania dotyczące formy i zawartości artykułów. Ujednolica i sprawdza pod kątem poprawności zapis lub kieruje tekst do ponownej redakcji. Dba o spoistość merytoryczną, w tym jednakową notację symboli oraz jednoznaczne przypisanie definicji pojęciom w całej książce lub czasopiśmie naukowym. Współpracuje z recenzentami oraz koordynuje ich działania.
Jego rola jest inna, niż redaktora technicznego, który zajmuje się techniczną (skład, grafika) stroną przygotowań wydawniczych.
W czasopismach naukowych zwykle działają grupy redaktorów naukowych, które dzielą się pracą według klucza tematycznego lub terytorialnego. Redaktorzy naukowi tworzą radę redakcyjną (editorial board) czasopisma, która wspólnie uzgadnia ogólne zalecenia, do których powinni stosować się autorzy. Prace napływające do poszczególnych redaktorów są przez nich wstępnie oceniane, a następnie odsyłane do zwykle dwóch recenzentów. Na podstawie recenzji redaktorzy decydują, czy zwrócić publikację do poprawy, czy też całkowicie ją odrzucić, nie dopuszczając do druku (zob. peer review).
W książkach naukowych pisanych przez wielu autorów rola redaktorów jest nieco inna. Redaktorzy ustalają zwykle listę potencjalnych autorów, do których zwracają się z prośbą o napisanie określonego fragmentu (zwykle jednego rozdziału) książki. Fragmenty te są kierowane do recenzentów tak jak publikacje, przy czym zadaniem recenzentów jest w tym przypadku raczej wyłapanie ew. błędów i niedociągnięć, niż decydowanie o odrzuceniu bądź przyjęciu fragmentu. Wnioski z recenzji są odsyłane do autorów, którzy nanoszą odpowiednie poprawki, które wracają do redaktorów nadających ostateczny kształt książki.